# Зачатовка (село, Волновахский район)
Зача́товка (укр. Зачатівка) — село в Волновахском районе Донецкой области Украины.

## Население
Население по переписи 2001 года составляло 734 человека.

## История
Основано в 1841 году.
В время Великой Отечественной войны на фронт ушли 130 жителей села, 73 из них погибли. Все жители села, участвовавшие в войне, были награждены орденами и медалями.
По данным на 1970 год в Зачатовке располагались: колхоз им. Фрунзе, 8-летняя школа, дом культуры, библиотека, фельдшерско-акушерский пункт, детский сад и ясли, почтовое отделение, 3 магазина.